# Diez mandamientos (literatura)
El título de Diez mandamientos alude al más antiguo tratado de literatura doctrinal hispánico, escrito probablemente a principios del siglo XIII en lengua aragonesa en lo que se considera uno de los primeros testimonios de la escritura literaria en esta lengua. El texto contiene un catecismo destinado al uso de confesores, al modo de una guía sobre el sentido del Decálogo que señala el tipo de preguntas que se deben plantear al penitente.
Pese a que su asunto es escueto, el libro contiene interesantes datos sobre la sociedad del cambio del siglo XII al XIII:

En est mandamiento pecan los que façen encantaciones o conjurios por mulleres, o getan suertes por las cosas perdidas, o catan agüeros, o van a devinos

Entre los rasgos aragoneses cabe mencionar la palatalización lateral del grupo de "yod" /ly/> ll («mulleres») o la presencia del fonema fricativo palatal sonoro («getan»), debido a la influencia franca tan abundante en el romance aragonés.